# レディ ジュエルペット
『レディ ジュエルペット』（Lady Jewelpet）は、日本のテレビアニメ。サンリオとセガトイズによるキャラクター「ジュエルペット」アニメシリーズの第6期として、2014年4月から2015年3月までテレビ東京系列にて放送された。テレビ東京・テレビ大阪・テレビ愛知では字幕放送を実施。

## 概要
ジュエルペットのアニメシリーズ第6作目。本作のアニメーション制作には、過去5作を担当したスタジオコメットに加え、第2作『てぃんくる☆』の番外編をコメットと共同制作したZEXCSが新たに参加した。
本作では第3作から続いたマニアックなパロディやハイテンションなギャグはやや抑えられ、ファンタジーさを強く押し出した作風となり、シリアスな展開も多い。また、シリーズ内で最も恋愛要素が濃い作品でもある。
タイトルロゴの「ジュエルペット」の部分が過去5作品で使用されて来た虹を基調にしたものから一新され、赤とピンクを基調にしたスマートなデザインになっている。
前々作『ジュエルペット きら☆デコッ!』に引き続き、2014年7月より本作をベースにしたミュージカルがサンリオピューロランドにて上演されている（後述）。

## ストーリー
憧れのお兄ちゃんの結婚式に参加していたももな。ところが、可愛いうさぎの姿をしたジュエルペットのルビーに連れられてジュエルランドの女王にして最高の女性であるレディジュエルの候補生たちが集まるジュエルパレスにやってきた。ももなは、そのレディジュエルの候補としてルビーに選ばれた。
ももなはレディジュエル候補生やレディジュエルを支えるキングの候補生であるプリンスたちと切磋琢磨し、レディの頂点であるレディジュエル=トップ・オブ・レディを目指ていく。しかしその裏ではジュエルランドの平和を脅かしかねない陰謀が進んでいて…。

## 登場キャラクター
前作に引き続き「人間界」といった概念は存在せず、ジュエルランドにジュエルペットと人間が共存している世界観となっている。加えて本作の人間キャラクターには名字が設定されておらず、前作の人間キャラクターが日本人なのに対し、異世界人の可能性がある。
キャストクレジット上はルビーたちジュエルペット側がメインだが、物語はももなを初めとするレディ・ジュエル候補生たちを中心に構成されている。

### ジュエルペット
本作ではジュエルパレス（ロイヤルパレスも含む）に集められたレディジュエル候補生たちのパートナー（メンター）として登場する。
メンターとは、ルビーいわく「パートナーであり、同志であり、かけがえのない相手」のこと。
ルビー
声 - 齋藤彩夏
ジュエルペット側の主人公。パートナーはももな。
明るく前向きでお調子者な性格。なんとなくももなが良いと思ったという理由でももなを候補に選んだ。
ももなを素敵なレディにするためにサポートするが、レディという認識が周りとかなり異なっており、ももなに行う指導やアドバイスもズレていることが多い。
自称「できるメンター」としてももなに名乗っているが、実際はルーアに「天才的にポンコツ」と称されるほどのメンターで、テーブルマナーを教える際は本を取り出し、知識がない課題はやる気で乗り越えさせようとしたり、ももなと連絡がとれなくなった時には遊び続け、いなくなった際は一人だけ気がつかなかったりと、メンターとしての能力や自覚は低い様子。しかし、ももなを素敵なレディにしたいという気持ちは本物で、メンターとして一生懸命な所も多い。
「ロミオとジュリエット」の説明をできるなど、他シリーズに比べると一般常識は身についている模様。
ルーアに遠回しな嫌味や悪口を言われてもまったく気がつかず、褒められていると誤解するため、サフィーに「天然」と称された。好きなものはニンジン。
ルーアと対照的な容姿をしていることから、第45話では自身の身体を黒く塗り、ビーストからルーアを守るための囮に出たことがある。
第5話でももなを適当に連れてきたことが確定しており、そのことがルーアの密告によりミウラにも知られてしまい、秘密を漏らさないようにと助言される。しかし、26話でそのことがももなにも知られてしまいショックを受けたあげく失望されたことがあるが、後にミウラによりももなの下へ連れ戻られ和解し以後も彼女のメンターとして互いにトップを目指すことを決意した。
第36話よりももなと共にロイヤルパレスへ進級する。その直前に突如、ももながルーア（実はジョーカー）により洗脳されたロメオに危うく襲われるところを庇うが、幸いジュエルパッドを盾にしていたため負傷されなかった。
第51話より記憶を失ったももなとカイエンを再び会わせるために、自分の意識を閉じ込めうさぎのぬいぐるみとして仮想空間で行く末を見守っていた。第52話でももなに名前を呼びかけたことで元に戻った。
ルーア
声 - 井口裕香
本作より新登場のジュエルペット。青い蝶の耳飾りと青薔薇のネックレスに、左足側にあるピンクのハートマークが特徴。
パートナーはリリアン。
上品な口調とは裏腹にルビーやももなを中心にバカにするも腹黒い言動が多いが、泣いたりリリアンに懐くときは声高で「ふみゅーん」と鳴くのが口癖。パートナーであるリリアンを世界一のレディと思っており、彼女をレディ・ジュエルにするため尽力する。とても優秀なメンターで自覚も強く、休日ができた時も「リリアンががんばっている時に遊んでいられない」と一人勉強に励むほど。リリアンが課題の際に旧館でオルゴールを見つけられ、それを見て過去を振り返ってしまうが、雨が嫌いで過去のことが原因でトラウマになっている。
同じジュエルペットの中でもルビーを見下すことが多いが、なぜかルビーにちょっかいを出している。ルビーに対しては遠回しな嫌味をいうものの、反対の褒め言葉に受け取られるため、逆にイライラさせられる場合が多い。密かにルビーやももなを出し抜くためにミウラを見込んで力を借りようとしたり、パートナーであるリリアンを強制的にトップ・オブ・レディ（レディ・ジュエル）にさせるために野心を燃やしている。その裏では、「ジョーカー」という謎の存在と結託しており、その唆しを受ける形で邪悪な魔法の力を授かっているのだが、自身ではその魔法をほとんど制御できずにいる。なお、ルーア自身はジョーカーの正体に関して第46話、第47話まで何も知らなかった。
初期からレディ・ダイアナを知っている素振りを見せていたが、実はダイアナの元パートナーであった。プチ・レディ時代の彼女との仲は良好で、共に優秀な成績を収めてダイアナはトップ・オブ・レディの地位を得るまでに至っていたのだが、最終課題であるブライダル・メイドの影響を受けたダイアナは、レディ・ジュエルになることよりも愛するアルトと結ばれることを望むようになり、自身に大切にしていた人形を残す形でアルトと共にロイヤルパレスから去ってしまう。ダイアナは自身の我侭に巻き込みたくない想いから何も言わず去っていったのだが、事情を知るよしの無かったルーアは彼女に裏切られたと思い込んでしまい、雨が嫌いなのはこの時の情景を思い出してしまうからである。同じく裏切られたと思い込んでいたジョーカー（レディ・レクター）に唆されてしまう形で、ダイアナが残していった人形に魔法で命を吹き込むという禁忌に手を染めてしまい、それによって「自分だけを愛してくれるパートナー」として生まれたのがリリアンであった。そのため、一見彼女のことを大切しているように見えて、その本心では彼女が自身の思い通りに動くのは当然、自分に可愛がられていれば良いとさえ考えているなど、彼女の人間としての尊厳を認めないどころか自分に都合の良い道具としか見ていなかった。
トップ・オブ・レディを目指す課題を続ける中、思惑通りにいかず、自分が結託しようとしたミウラや邪魔に思っていたももなたちがリリアンと仲良くなる予想外な事態に不安を抱き始めた結果、課題が行われる度に裏で妨害するための悪企みをするようになってしまうが、制御ができていない故に魔法によって出現させた魔物たち（ビースト）は、ただ凶暴化して暴れまわわるだけとなっている。真実に気付いたミウラからは度々釘を刺される形で説得されるも、断じて聞く耳持たず彼とは対立状態になっており、場合によっては始末することも厭わない考えでいる。また、後にリリアンにも自らの裏での行動に気付かれて、もう止めるよう約束しているが、結局は反故にする形で魔法を使い続けている。さらに次第に自分の思い通りにならない苛立ちから、彼女に対する態度も高圧的なものへと変わっていき、自らの都合の良い価値観を押し付け続け、ついには「リリアンに友達は要らない」と横暴さまで見せたことから、「私はルーアの人形じゃない」と拒絶されてしまう。その後、人形の課題の件で彼女の想いを知ってからは、表面上で和解することになるも、やはり自らの考えを強要するやり方を変えようとまではしないため、むしろ溝は深まっていく一方になってしまう。
第36話よりリリアンと共にロイヤルパレスへ進級するも、その直前にまたしてもルビーやももなたちに悪企みを仕掛け、今度はロメオを誘惑して魔法をかけるが、後にやはりジョーカーにより凶暴化させられたために失敗に終わる。第41話よりリリアンに内密でジョーカーと連絡を取り合うが、秘密を突き止めようとしたミウラによってリリアンに追跡アプリを仕込ませられ、ジョーカーと密談している間にリリアンの正体をミウラに盗聴されてしまう（本人はそのことに気づいていない）。
第42話、第43話ではミウラの追及により、リリアンたちの前で真相が暴露された結果、しびれを切らしたジョーカー自らの手で操られたファイナルワンドで、ももなたちだけでなく自身にも襲い掛かり、それを庇ったリリアンが消滅してしまう。しかし、それでも不和が生じていたジョーカーへなし崩し的に縋ろうとした結果、第44話ではジョーカーの言により他のジュエルペットたちの力を借りた上でファイナルワンドを発動させリリアンを復活させようとするが、混沌の扉からビーストが出現しただけで事態をさらに悪化させてしまった。このため、第45話でジョーカーと決別。ルビーたちと和解し、改心。後にジョーカーの正体がレディ・レクターであった真実を知り、驚愕する。
第48話では、ルビーたちと共にビースト化したエレナからファイナルワンドを守るために逃亡している際にビーストに攻撃されて昏睡状態になったが、第50話で回復。自らの命と引き換えに人間として蘇ったリリアンと再会を果たす。その直後、自分が邪険にしていたミウラとリリアンとの愛をようやく理解したのか、ゆっくりと後ろを向いた。
最終的にはリリアンと完全に和解し、彼女をトップ・オブ・レディにさせるという目的を果たした。
ガーネット
声 - 平野綾
パートナーはみずき。
女の子らしい性格でオシャレなどに詳しい。美人でかっこよく、凛々しいみずきにガーネットのかわいらしさが加われば、最高のレディになると信じている。
メンターとして優秀で、みずきに苦手な課題が出た際はいざという時は棄権させることも考える慎重さを持っている。一方で、課題で不利だと分かっている選択をしたみずきを止めず、信じて課題に挑ませるなど、みずきに対して強い信頼を寄せている。
サフィー
声 - ささきのぞみ
パートナーはかろん。
温和で協調性のある性格。街で出会ったかろんに心の中にきらめく宝石を持っていると感じ、素敵なレディになれると信じてパートナーに選んだ。
優秀なメンターであるものの、初めは候補としての誘いを断っていたかろんをなんとかその気にさせようと苦戦していた。しかし、かろんに恋愛小説家になる夢があると知ると、その夢を後押しするために身を引くなど、かろんに対して強い思いやりと信頼を持っている。
ローサ
声 - 茅野愛衣
パートナーはエレナ。
第2話以降はサブキャラクターとして度々登場していたが（ジュエルパレスにいた時のパートナーは不明）、第35話よりロイヤルパレスにてエレナのメンターとして再登場を果たしている。この時以降はアカデミックドレスを着用しており、コミカルな一面を披露することはなく冷静沈着とした性格に一変し、不思議な予知能力を持ちプリンスとレディの愛や運勢をタロットカードで当てている。
第48話にてビースト化したエレナを守るため犠牲になり、石化してしまったが、第50話で復活した。
ルビーたちを含み、エンディング映像にも登場していた。

### その他のジュエルペット
本作では登場するジュエルペットの数が絞られており、未登場となったジュエルペットが比較的多い。
エンジェラ
声 - 豊崎愛生
パートナーはなし。口癖は「〜パカ」（本作では人語は一切使わず「パカパカ」しか喋れないが、「わかりんがる」というジュエルパッドのアプリで言葉を翻訳することができる）。
第3作以降メインキャラクターとなっていたが、本作ではサブキャラクターとなっている。しかし、本作でもローサやラブラと一緒にいる場面も多い。
ジュエルペットたちが集まる談話室で、ルビーたちにお茶やケーキ、花束などを運ぶ給仕係として登場している。
第13話ではルビーによりティーマイスターとしてももなに紹介されており、執事の出で立ちで登場してももなに紅茶に関する基本を教えており、第16話ではジュエルランドの警備を任されていたりと多岐に渡る任務に携わっている。
第50話ではラブラと共に避難所でペットボトル水を配給していた。
ルビーたちを含み、エンディング映像にも登場していた。
ラブラ
声 - 沢城みゆき
パートナーはなし。口癖は「〜ラブ」。
第12話の子育て修業の協力者として登場。第29話ではルーアの悪企みを重ねて悪用した何者（ジョーカー）かにより、ビーストに変貌させられももなたちに襲い掛かってきたが、ミウラの乱闘で元の姿に戻ってからはこの時期のことを覚えていない。
第1作以来サブキャラクターとなったが、本作でもローサやエンジェラと一緒にいる場面もある。第50話ではエンジェラと共に避難所でペットボトル水を配給していた。
ルビーたちを含み、エンディング映像にも登場していた。
オパール
声 - 沢城みゆき
パートナーは不明。口癖は「〜ったら」。
ジュエルペットたちが集まる談話室で頻繁に姿を現していたが、劇中では自身のパートナーが一切登場せず名前で呼称することはなかった。
ルビーたちを含み、エンディング映像にも登場していた。
ブラウニー
第4話のシルエットクイズで画像のみの登場。
コール
声 - 上田燿司
第5話のルビーたちのマッサージ役として登場。
ラルド
第5話のルビーたちのマッサージ役として登場。第9話のインタビュー修業の協力者としてルビーが連れてきた。
タータ
声 - 竹内順子
第9話のインタビュー修業の協力者としてルビーが連れてきた。
イオ
声 - ささきのぞみ
口癖は「〜だッチ」。
第13話の茶葉の店、第21話のジュエルフェスティバルでレビンの協力者、第28話のサンバカーニバルのパレード役として登場。
カイト
声 - 沢城みゆき
口癖は「〜ワン」。
第21話のジュエルフェスティバルで司会役として登場。
ペリドット
声 - 甲斐田ゆき
パートナーなしのフリーペットで、ももなに「野良ペット」と称されていた。口癖は「〜デース」「〜マース」。
第26話の件でルビーがももなに見放されたと思い、（この回だけ）ルビーに代わりももなの代理メンター（彼女曰く「お試しメンター」）という大役を担った。ルビーが復帰しなかった場合は以後も、自らももなの新しいメンターとして引き継ごうとしたが、後にルビーはミウラによりももなの下へ連れ戻され、二人がようやく和解できたことに感動していた。
ネフライト
声 - 尾崎恵
第29話の犬のパートナーとして登場。口癖は「ゲロッパ!」。
ももなと組むことになるが、常に無愛想な性格をしており、最初は課題を行っているにもかかわらずももなを快く思わず課題の練習に取り組めなかった。かつてレディ・ダイアナとは面識があり、ももなのリボンを見てダイアナに似ていると思いながら恥ずかしがっていたため素直に振る舞えなかったことに謝罪し、ももなと共に真面目に課題を行うことになった。その際に、ももなを庇うためにルーア（実はジョーカー）によりビーストに変貌させたラブラに立ち向かうも負傷してしまうが、ミウラの乱闘により救われた後、この課題で合格を果たす。
第42話の回想では背後のみの登場で、ルーアがダイアナを探し回っていたところを目撃していた。
コハク
声 - 皆川純子
第29話の犬のパートナーとして登場。
リリアンと組むことになるが、課題の最中に突如出現したビースト（実はラブラ）の妨害で、パートナー（リリアン）のことを全く考慮せずユークやクリスと共に、恐れをなして逃亡する。
ユーク
声 - 吉田仁美
第29話の犬のパートナーとして登場。
かろんと組むことになるが、課題の最中に突如出現したビースト（実はラブラ）の妨害で、パートナー（かろん）のこと全く考慮せず恐れをなして逃亡する。
クリス
声 - 金田アキ
第29話の犬のパートナーとして登場。
みずきと組むことになり、相変わらず無邪気でやんちゃな性格をしている。課題の最中に突如出現した怪物（実はラブラ）の妨害で、パートナー（みずき）のことを全く考慮せず恐れをなして逃亡する。
ダイアナ
第32話に登場。パートナーは不明。
自身のダイヤモンドを他のプチ・レディたちに見せびらかしていたが、ルーアの要望で「ジュエルパワー」という課題の際にリリアンに貸すが、その後リリアンは自分のメンターであるルーアのジュエルパワーが必要なため、ダイヤは自身の下に返される。
本作に登場する「レディ・ダイアナ」と名前が重なっているが、関係はない。
サンゴ
声 - 清水愛
第38話に登場。パートナーは不明。
街の食売店を担当しており、ルビーと遭遇する。
グラナイト
声 - 田丸篤志
第40話に登場。本作では、タロット占いを担っている。ミウラとリリアンが訪れ彼女の過去と未来を占うが、リリアンの過去や未来が存在しないと分かり彼女の前で真実を明かすのを恐れ、インチキをして誤魔化す。しかし、ミウラに真実を追及され、密かに本当のことを打ち明かした。
ジャスパー
声 - KENN
第40話に登場。本作では、ジュエルパッド占いを担っている。カイエンとももなが訪れ、二人が正月の朝日を見るためにタワーへ行くことを知り、ももなたちにタワーへの近道を教えた。
フローラ
声 - 金田アキ
パートナーは不明。口癖は「〜モコ」。
第42話の回想シーンにより、ルーアとは仲が良かった。
トパーズ
声 - 金田アキ
パートナーは不明。
第42話の回想シーンにより、ルーアとは仲が良かった。
ディアン
声 - 福山潤
第50話に登場。ジャスパーや他のジュエルペットたちと共に、ももなのジュエルパッドに『アグリー』を送信した。
ラリマー
声 - 高垣彩陽
第47話より新登場したジュエルペット。かつては少女時代のレクターのメンターであったが、彼女の行動に反対したために手を切られ、自ら石化した。冷静とした性格で、敬語口調で話す。
第50話ではファイナルワンドを行使したももなたちのもとに現れ、彼女たちの願いをかなえる。第52話では現実世界に姿を現した。

### レディジュエル候補生
ジュエルパレス（ロイヤルパレスも含む）に集められたレディジュエルの候補生たち。プチ・レディとも称される。メンターに選ばれた女の子が対象となり、一年間友人やプリンスと協力して、課題をクリアしながら修業を積むことになる。優秀なレディおよびプリンスはロイヤルパレスに進級し、より高度な修行を受ける。一年間修業したプチ・レディの中でただ一人が「トップ・オブ・レディ」＝レディ・ジュエルに選ばれる。
ももな
声 - 小林桂子
本作の主人公。パートナーはルビー。レディ候補生とは言え庶民派な少女。課題のために激しく困難になり失敗ばかりするドジっ娘だが、前向きに頑張る。
憧れのお兄ちゃんであるアルトの結婚式で、レディ・ダイアナと会話している最中雪原に移動させられ、説明を全くされないままレディ候補生になった。
周りとの差や、適性検査時のハプニングなどで初めは候補生としてあまりやる気はなかったが「レディ・ダイアナのようなレディになりたい」、「レディ・ジュエルになれたら、みんなを笑顔にできる素敵なレディになりたい」と少しずつ目標を作り、レディ候補生として頑張るようになる。
単純でお調子者なところがあるが、頑張り屋で心優しい性格。困っている人を放っておけない所があり、時折牽制してくるリリアンすら応援したり、手助けしたがるため、リリアンに「お人好し、お節介」と称された。カイエンとは適性検査以来仲が悪かったが、プリンスとして努力したり優しくしてくれるところなど認めており、彼のことが好きになる。以後、ロイヤルパレスへ転校したカイエンの背中を追いかけるために、レディ候補生として更なる高みを目指すことを決意した。ホットドッグが好き。
本人自身は謎の声によりルビーに適当に連れて来られたため、正式なプチ・レディでないことを気付いておらず、24話でミウラとの話により知らされるも、26話でそのことが明らかに知ってしまいルビーを失望したことがあるが、後に和解しレディ・ダイアナからの置き手紙により正式なプチ・レディとして認められた。
第36話よりリリアンたちと共にロイヤルパレスへ進級。そこでようやくカイエンと再会を果たし、再び意気投合する。
第43話で、ミウラの追及によりルーアの真相を暴露し、親友のリリアンが人形であることを知ってしまう。
ビーストを倒すことを躊躇したため、ジュエルアローを放つことができず、ビーストと対話を試みる。第50話でカイエンと共にファイナルワンドを放ち、ビーストの心を癒すことに成功、さらに傷ついた皆の回復を願ったため、カイエンともども記憶を失った。
第51話で時間軸が変わり、カイエンと再び出会い、次第に惹かれあうようになる。第52話で彼にプロポーズされ結婚式を挙げることになるが、実はリリアンとエレナの最後の試練であるブライズメイドのために用意された仮想空間であり、第52話でリリアンたちの魔法で記憶を取り戻した。
リリアン
声 - 種田梨沙
準主人公。完璧なレディ候補生で、スタイル抜群の少女。パートナーはルーア。如何なる課題を完璧にこなす最有力な候補生。プリンス候補生であるカイエンとは兄妹であるが、本人自身は誰よりも好意を抱いていた。レディ･ジュエルを目指す動機に関しては、自らキングを指名するためにならなければと覚悟を決めている。
登場当初はももなや他のプチ・レディたちがカイエンと一緒になることに険悪感を抱き、特にももなをカイエンの下から引き離すために独占しようと牽制してきたが、課題前にカイエンに贈るための花を摘むに行った時、崖から落ちてしまうところをももなに助けられたことから心を開くようになる。また、これを機にももなだけでなく他のプチ・レディたちとも友情が芽生え親しくなっていくが、ももなに対しては内心カイエンをめぐって未だライバル視しているようである（ただし、嫉妬している訳ではなく、ももながカイエンにとって相応しいレディであることが本人自身を認めさせることに疑問を抱いている）。課題でロメオやソアラやレビンなど、他のプリンスともペアになった際も厭わずに行っており、彼らとも仲がいい。カイエンがロイヤルパレスへ転校した後にプリンスとして復帰してきたミウラに対しては、当初はレディを冷やかす態度から避けていたが、やがて考えを改め少しずつミウラにも好感を持つようになる。そして、彼の内面に触れていくにつれて、徐々にお互いを意識し、惹かれ合っていくことになり、やがて彼とは深い愛情が生まれる。
当初こそパートナーのルーアとの関係は良好であった反面、自分が思い通りにならないことから、徐々に苛立った彼女からは都合の良い価値観を押し付けられ、高圧的な態度をぶつけられていくようになり、彼女にとって自分が何なのか不安を抱くようになっている。また、ももなやミウラたちと親しくなることに関してもルーアからは快く思われておらず、自身の知らない所で魔法を使った騒動で妨害されている。一度はその真実に気付き、もう止めるよう約束しているものの、自己中心的な考え方しかしない彼女からは平然と約束を破られており、遂にルーアは「リリアンに友達なんて要らない」と横暴さまで見せられたことから、「私はルーアの人形じゃない」と拒絶する。その後、人形の件で彼女の想いがルーアに通じて和解したかに思われたが、ルーアの方はリリアンの思いを本当に理解しているのか微妙な部分があり、徐々にその溝は深まっている。
自身がカイエンの妹であるという認識がある一方、なぜか幼少期に関する記憶が曖昧であることに悩んでいるが、実はリリアンはカイエンの実の妹ではないどころか人間ですらもなく、かつてダイアナが去って行く時に残していった人形に、ルーアが魔法を吹き込んで仮初の命を与えられた存在であった（第42話より、それらはすべてジョーカーが作り出した偽りの過去であり、カイエンをその兄だと思わせたことが判明する）。ある課題の際に旧館でオルゴールを発見し、それを聞いている間に少しずつ過去を振り返り、自分自身を悩み戸惑ようになるが、そのためミウラに解析してもらうよう手渡す。ミウラによる分析の結果、ルーアとレディ・ダイアナと深い関係があることを知らされるが、自分自身がダイアナの人形からルーアにより生み出された存在だとは気付いていない。
第36話より、ももなたちと共にロイヤルパレスへ進級。そこでようやくカイエンと再会を果たすが、自分が好意を抱いているミウラと兄のカイエンが密かに自分をめぐって対立したり、自分が正式なレディではないほか、自身の過去や未来がないことに不安を抱き始める。ミウラからもそのことを知り、自分は彼が守ると決意を固めながら宣言されている。
第43話で、ミウラの追及によりももなたちの前でルーアの真相を暴露してしまうが、本人は既に人形であることを知っており、ジョーカー自ら行動で「ファイナルワンド」でルーアに迫る瞬間、身を挺してルーアを守り、全身が跡形もなく消滅した。
その魂はミウラのジュエルパッド内のデータに残存しており、第48話でビーストに取り込まれたエレナを救うため再び具現化し、ミウラと共にジュエルアローを放つ。そしてデータが消失し、完全に消滅した。
その後、ももなのファイナルワンドにより人間として完全復活。第52話で次代のトップ・オブ・レディに選ばれ、ルーアと完全に和解した。
みずき
声 - 仙台エリ
クールなレディ候補生で、男勝りな少女。パートナーはガーネット。女の子らしくすることが苦手で男の子のような格好でいたり、いじめっ子から女子を守ったりしていたが、少女らしい格好するのが凄く恥ずかしがる一面も持つ。プリンス候補生に強がりや負け嫌いな発言も多い。行動力があって頼りがいがあるため他のレディ候補生たちから人気が高く、お姫様だっこのプリンス代役では、人気NO.1のロメオを越すかと思えるほどの人気だった。課題でソアラと組むことが多く、お互いに好感を持ち合い親しくなる。
幼少のころ、別荘近くの森で迷子になった自分を救ってくれた「仮面をつけた白馬のレディ」に憧れ、彼女のような素敵でかっこいいレディになりたいと思うようになり、レディ候補生になった。虫が大の苦手。
かろん
声 - 下村実生（フェアリーズ）
文化系で冷静なレディ候補生。パートナーはサフィー。将来は小説家になることで、文章を書くのが得意。根暗な少女に見えるが、しっかり者。引っ込み思案なところもある。初めのころは何かをする前に諦めていたが、現在は迷いながらも前に進むようになった。ももなやみずきとは仲が良い。えりすという姉がいる。
初めは候補生になってほしいというサフィーの誘いを無理だという断り続けていたが、えりすとの昔話でかつて自分が恋愛小説家になる前に絵本に出てくる素敵なヒロインになりたかったことを思い出し、ショーウインドウに飾ってあったドレスが似合うレディになって素敵に輝けるかサフィーに訊ね、後にレディ候補生になった。当初はレビンにはまったく気がなかったが課題で彼と組むことが多く、お互いに好感を持ち合い親しくなる。現在のところ仲が良く、レビンから愛称で「かろかろ」と呼ばれるようになり、レビンからプロポーズされる描写もある。
エレナ
声 - 高橋美佳子
第29話より登場。カイエンがロイヤルパレスで知り合った上級レディ候補生。タロット占いが得意。婦人的な口調で話す反面、ロイヤルパレスへ進級してきたももなやロメオのような下級候補生を焦らす発言が多い。実際は正義感が強くジュエルランドに改革をもたらす必要があると使命感を抱いているが、その根底では他者の弱さに嫌悪を示し、自分一人の力だけで全てを成し遂げようとするなど、ある種の傲慢ともいえる内面を持っており、実はレディ候補生に選ばれたばかりの時も、ローサには周囲から孤立しかねない危うさについて危惧されていた。
ジュエルパレスで異変が起きていることに気付き、カイエンと共にももなたちの応援に駆け付けたが、この時は仮面と付けており、ももなたちは本人が「仮面のレディ」だとは気付いていなかった。ももなとロメオは初対面の時は彼女に腰が低い感じで敬語を使っていたが、後に敬語抜きで話し合うようになる。特にプリンスの中ではロメオに興味を示しており、当初は課題の際に面白半分に困らせ弄んでいたが、そうしているうちに互いに好感を持ち合い、やがて彼とは深い愛情が生まれる。かつてレディ・ダイアナはルーアの元パートナーであることをももなに打ち明けた。また、ジュエルランドを荒らし回っている黒幕（ジョーカー）の正体を知っている素振りも見せていたが、実際は知らなかった。
第43話では、ももなたちの危機を救うために、「ファイナルワンド」の暴走を止めようとしていたが、48話では兼ねてよりの問題面から、自分一人の手で事態の収集を収めようと強引にロイヤルワンドを手にしようとした結果、自らがビーストに取り込まれてしまうことになった。しかし、ロメオの決死の説得によってビーストから開放されるが、その代償としてローサを失ってしまうことになった。
ビースト解放後も寝込んでいたが、ももなのファイナルワンドにより回復。第52話でプチレディの教官に選ばれた。

### プリンス
レディジュエルを支えるキングの候補生。基本的にレディ候補生たちとは別に修行を受けるが、時おり合同で課題を行うこともある。ただし、ももなの従兄であるアルトは特に優秀なプリンスではなかったが、一時的にせよレディジュエルに選ばれた恋人のダイアナと同時にキングに選ばれた過去がある点から、キングに選ばれる者は本人の能力よりもむしろレディジュエルとの相性の良さが重視される模様。実際にも最終回でリリアンが新たなレディジュエルに選ばれた時には、彼女の恋人であるミウラが自動的に新たなキングとなっている。
カイエン
声 - 野島健児
NO.1・2を争う有力なエリート候補生。頭にキレやすく憎たらしい性格をしているが、優しいところもある。他のプチ・レディからは人気で、ももなには一番手を焼いているが、彼女に興味を示している。好意を抱いているかどうかはまだ明らかになっていない。リリアンの兄であることが判明。一人称は「オレ」。薔薇に詳しい。甘いものが嫌いだが「カイエンスペシャル」という焼いたマシュマロを使ったお菓子だけは好き。第15話よりロイヤルパレスへ転校することなる。それ以来、マジカルレターペンで頻繁にももなやリリアンと連絡を取り合ったりすることが多く、後にジュエルペレスで異変が起きていることを気付き、第30話でエレナと共に応援に駆け付け、ミウラと対面する。
第36話よりももなたちがロイヤルパレスへ進級したことで、ようやくリリアンやロメオとも再会を果たすが、そこで再度対面したミウラがリリアンと意気投合していることを知り、ももなだけでなくリリアンをも心配するほど妹思いな側面も見せる。そのため、ももなから「お兄ちゃん」、エレナからは「妹ラブ」と称され恥ずかしがる素振りも露見するが、第41話より少年時代から自身の妹であるはずのリリアンに関する記憶がまったくないことに気づき、不安を抱き始める（第42話より、ジョーカーの手で偽りの過去を思い込ませたものであることが判明する）。それまで本人自身は、リリアンがルーアとジョーカーの手で誕生した人形だとは気づいていなかった。
第43話で、ミウラの追及によりももなたちの前でルーアの真相を暴露したうえに、リリアンが実の妹ではなく人形であることを明らかに知ってしまう。そのため、リリアンに関する記憶がジョーカーに作られた偽物だと分かったことで、大きな衝撃を受けてしまい何を信じて良いのか本人自身を戸惑うようになる。
第50話でミウラの助言により、ももなと共にファイナルワンドを実行。第51話では今までの記憶をすべて失い、同じく記憶を失ったももなと対面するが、再び惹かれていく。第52話で最後の試練の新郎役になり、記憶を取り戻す。
ロメオ
声 - 近藤隆
カイエンと匹敵する有力な候補生。誰よりも優しい性格で、区別しない公平な優しさと優雅な振る舞いが武器。カイエンとは良きライバルで、カイエンと同じく他のプチレディから人気。かつてお姫様抱っこされたいプリンスで一番人気だった。当初は、課題でカイエンと同じくらいももなと組むことが多かったが、リリアンとも組む機会が増え、ロイヤルパレスに進級した現時点のプリンスでエレナと最も仲がいい。一人称は「ボク」（第27話では、「オレ」も使用していた）。課題をこなす際、小馬鹿にしながらもももなを意識したような発言をするカイエンをからかうことが多かったが、プリンスとして復帰したミウラと出会ってから、自身もカイエンの前ではももなに胡麻をするのはキングの座を目当てにしているとミウラに皮肉を言われたことで激怒し気が動転した際も口調が荒っぽくなるという側面も持つ。そのためミウラとは当初不仲だったが、その後良きライバル関係となっている。
第36話では、突如ルーアの誘導で魔法にかけられた直後に、ジョーカーにより洗脳され凶暴化させられ剣を振り下ろしてももなたちに襲い掛かるが、ミウラにより洗脳が解かれ気を取り戻す。後にレクターとブートの特例により、急遽ミウラと共にロイヤルパレスへ進級することになり、ようやくカイエンと再会を果たす。そこで対面したエレナに恥ずかしがられ手を焼いていたが、当初は彼女に腰が低い感じで敬語を使っていたが、後に親しくなってからは敬語を用いず話すようになり、エレナともより親愛関係になっている。
実は第27話の事件以来、ソアラやレビンと共にカレーに対するトラウマを植え付けられたためにカレー恐怖症（カリーフォビア）となったことが後に明らかになる。
上空に「混沌の扉」と呼ばれる邪悪な穴が開いた影響により、ビーストが頻繁に出現するようになってから、エレナとのコンビネーションで「ジュエルアロー」でビーストの暴走を止める大役を果たしていたが、第48話ではビーストと化したエレナを救出するために、決死の説得によりビーストから開放することができた。
ソアラ
声 - 山下誠一郎
クールで頭脳派な候補生。独自の冷静さと分析能力を武器に頂点を狙う。勉強熱心な性格で、どんなに役に立つかわからない情報でも「データは役立てるために集めるもの」としている。一人称は「私」もしくは「ボク」。常に敬語を使って話す。毎日フェンシングの練習をするのが日課。幽霊やオカルトが苦手で、逆にみずきに守られることが多く、パラソルやランチの課題の合間に彼女と仲良くなったことで、愛情が生まれる。第27話の事件以来、ロメオやレビンと共にカレーに対するトラウマを植え付けられたためにカレー恐怖症（カリーフォビア）となったことが後に明らかになる。
レビン
声 - 沢城みゆき
マイペースな候補生。カイエンを含むプリンスの中では一番背が低い。年下系の可愛さを武器に頂点を狙う。一人称は「オレ」もしくは「ボク」。レディ候補生の中では、かろんに興味を示しており、課題で彼女と頻繁に組むことが多いが、当初は自分に感心していないことにショックを受けていたが、その後かろんも考えを改め少しずつ互いに好感を持ち合い、彼女との深い愛情が生まれる。また、彼女の小説作りに貢献したりかろんを庇うために自らレクターやブートにより謹慎を受けるなど、他人思いの一面も持つ。24話より、かろんのことを「かろかろ」と愛称で呼ぶようになる。第27話の事件以来、ロメオやソアラと共にカレーに対するトラウマを植え付けられたためにカレー恐怖症（カリーフォビア）となったことが後に明らかになる。
ミウラ
声 - KENN
カイエンがロイヤルパレスへ転校した直後に登場した謎の候補生。白髪の青年で、性格や外観がカイエンと少し似ている。一人称は「オレ」。1月6日生まれ。身長5.10フィート、体重139ポンド（第17話より）。何らかの不正行為を行っていたため長期間も独房に謹慎処分されていたが（実は黒幕ジョーカーに関する秘密データを無許可に探っていたところをブートとレクターに見つかり、3か月間謹慎されていたことが第42話より判明）、カイエンが去った後に解放されることになり、ももなたちと知り合う。プリンスの実績やももなに胡麻する態度に対する皮肉を言ったことにロメオの逆鱗に触れたり、彼よりもプチ・レディをからかう発言が多い。本人の従者であるイオタとジュエルパッドで密かに連絡を取り合いながら、ジュエルパレス内の秘密を探っている。ルーアの密告によりももなが正式なプチ・レディでないことが知らされながらも、本人自身にとっては未だももなが必要なため彼女を庇うために秘密を漏らさないよう密かにルビーを助言したりするなど優しい一面も持っており、ルーアの思惑には加担せず常に自ら行動している。後にリリアンにも「不思議な人」と称されながらも少しずつ好意を寄せられ、徐々にお互いを意識し惹かれ合っていくことになり、やがて彼女とは深い愛情が生まれる。リリアンが発見したオルゴールを本人に解析してもらうよう手渡されるが、分析の結果ルーアとレディ・ダイアナと関係があることを知りリリアンに打ち明けるが、彼自身はまだリリアンがルーアにより生み出された人形だとは気付いていなかった。
第36話では、突如ルーア（実はジョーカー）により凶暴化させたロメオが剣を振り下ろしてももなたちに襲い掛かってきた際、イオタと共に洗脳を解いた。後にレクターとブートの特例により、急遽ロメオと共にロイヤルパレスへ進級することになる。そこで、再び対面したカイエンに自分がリリアンと意気投合していることを知られるも、リリアンこそが正式なレディではないどころか彼女自身の過去や未来が存在しないことを知り、リリアンは最後まで自身の手で守る決意を固める。
第41話より、ルーアの秘密を突き止めるため、リリアンに彼女のジュエルパッドを密かにアプリを仕込ませ追跡する。ルーアとジョーカーの密談により、自分の恋人であるリリアンが人形であることを立ち聞きするも、少年時代のカイエンのアルバムを覗き見し、リリアンが写っていないことに驚愕する。また、第42話では前述のことからルーアがジョーカーと通じ合いながらリリアンを制御していたことを知ってしまい、リリアンに真実を話そうとするが、まったく受け入れず彼女のジュエルパッドの光に浴び負傷する。その後、第43話でルーアの真相を激しく追及したことで、リリアンが人形であることも知り、彼女がルーアを庇うためにジョーカーの「ファイナルワンド」で消滅され、激しい衝撃を受けてしまう。しかし、リリアン自体の魂は完全に消滅しておらず、本人の手にするジュエルパッド内のデータに留まっていたが、第48話でビーストに取り込まれたエレナを救うため再び具現化したリリアンと共にジュエルアローを放つ。そしてリリアンのデータが消失し、完全に消滅されてしまう。
第46・47話ではジョーカーの正体を知り、カイエンと共に激しく責めリリアンの復活を要求したが、消滅されるの恐れたビーストの反乱によりジョーカーまでもが憑依され消滅されたため、その要求が叶えられなくなった。
第49話ではリリアンを完全に失った結果、絶望しつつビーストの暴走でジュエルランドの最期を見届けようとしたが、第50話でカイエンに殴られ「妹（リリアン）を自暴自棄の理由にするな!」と一喝され正気を取り戻した。その直後、カイエンのパッドにジュエルアプリを送信し、彼にジュエルアローの使用方法を助言した。
第50話でももなのファイナルワンドによりリリアンは復活し、完全に結ばれる。第52話で次代のキングとなり、カイエンにリリアンを託される。

### レディ
レディ・ダイアナ
声 - 豊崎愛生
ももなの従兄であるアルトの花嫁で、ももなが持つマジカルレターペンの前の持ち主。彼女こそがルーアの元パートナーであり、ルーアを置いてジュエルパレスから去る際、大事な人形をルーアに託しており、その人形に魔法で命を吹き込む形で誕生したのがリリアンであった。
現在は落ち着いた人物であるが、プチ・レディ時代は常にルーナとはしゃいでいたりプリンス・アルトを追って度々ジュエルパレスから無断外出をして謹慎処分にされるなど、やや奔放な面の目立つ人物であった。しかし、プチ・レディとしての実力は常にトップの成績を収めるほど高く、また明るく社交的で、誰にでも手を差し伸べる大らかさから多くの生徒たちに囲まれる高いカリスマ性の持ち主であった。現在のレディ・ジュエルであるクレアやレクターとは同じトップを目指していたライバルであるのと同時に掛け替えの無い親友で、特にレクターからは「崇拝」の域にまで慕われていた。
数々の優秀な成績を収めた結果、トップ・オブ・レディに選ばれるまでに至っていたのだが、最終課題であるブライダル・メイドでの経験からレディ・ジュエルに選ばれることよりも自身にプロポーズした愛するアルトと結ばれることを夢見るようになったダイアナは、その座をクレアに託す道を選び、駆け落ちも同然でアルトと共にジュエルパレスを出奔。結婚までに至っている（この時の結婚式が、第1話の冒頭でももなの参列した結婚式）。この時に見かけたももなに対し素敵なレディになれる素質を見たダイアナは、自身のレターペンを託す形で彼女をジュエルパレスに送っている。一方、自身がレディジュエルになれるよう尽くしてくれていたルーアに対しては後ろめたさを感じており、彼女が望むなら共に連れて行っても構わないと思っていたが、自身の我侭に突き合せる形で彼女の「トップ・オブ・レディを育成する」という夢を諦めさせたくなかった結果、已む無く置いていく形となっていた。しかし、ジュエルパレスから去り結婚生活を始めた後もジュエルパレスやルーアのことを強く気にかけており、そのことへの哀しみから一人で泣いている時さえもあったが、いつかはレディ・ジュエルとしての使命を果たさねばならないという想いを忘れていなかったダイアナは、ジュエルランドに危機が起こった時には戻るという決意をアルトに語っており、彼もそのことに誇りを感じていた。
ビーストの出現によってジュエルランドが危機的状況となったのを察知した結果、クレアが昏睡状態になった後にアルトと共にジュエルパレスへと戻って来る。自らの力で混沌の扉を閉じ、昏睡状態から目覚めた後にルーナと再会。自身に捨てられたと思い込んでいた彼女に自らの本心を打ち明けて和解するも、ジョーカー（レディ・レクター）自身の手で復活したビーストからジュエルランドを守るべく、ファイナルワンドの行使を実行。それによって命を落としてしまうことになるが、ももなとカイエンの二人の手でジュエルランドが救われた結果、自身も息を吹き返した。
レディ・ジュエル / レディ・クレア
声 - 平野綾
ジュエリーナの後続者で、ジュエルランドの象徴的な描写がされるレディで、レディ候補生であるプチ・レディから選ばれたトップ・オブ・レディに与えられる名誉の名である。ジュエルパレスではマジカルレターペンによる映像での登場だったが、ロイヤルパレスではレディたちの前に直接姿を見せる。
作中ではクレアがその位置におり、一部の者がプライベートな関係で口にする以外はクレアの名で呼ばれることはない。レディ・ダイアナとは少女時代からの親友で、トップ・オブ・レディに選ばれるはずだったダイアナの要望と、誰にでも優しく献身的になれる人格を認められた結果、彼女に代わりその座に就くに至っている。
クレア自身も本来ならトップになれるに相応しい実力の持ち主であったのだが、かつてドレスの課題の際、自身を妬んだ候補生の一人が発作的な犯行で自身の制作したドレスを切り裂いてしまい、徹夜でドレスを修繕したものの、わずかな差でダイアナの方が勝利する結果となっている。この件に関して、現場を見ていたレクターから犯人の候補生について教えられており、クレア本人はその候補生を追求せず罪を許す道を選んでいるのだが、それが思わぬ形で犯人とは別の人物からの逆恨みを買ってしまうことになっている。
実はクレア自身、ジョーカーの正体がレクターであった事実に薄々気付いていたのだが、親友であった彼女を疑いたくなかったという想いから、慎重に独自での調査を行っていた。しかし、ミウラの手でジョーカーの正体がレクターであった真実が明確となり、さらには本人も認めた結果、自らもその真実を受け入れざるを得なくなり、レクターの苦悩を理解できなかったことを後悔することになった。
後に完全に暴走したビーストとの戦いの中で倒れてしまうことになるが、ももなとカイエンの二人の手でジュエルランドが救われた結果、自身も息を吹き返した。その後、世界を救った二人に報いるため、彼女たちの記憶を取り戻させることも目的とした最終課題を出すことになる。
レディ・レクター
声 - 沢城みゆき
メガネをかけた婦人的な指導教官。ジュエルパレスの館長で、レディの中のレディ。立場故に厳しい態度を見せることも少なくないが、決して冷たいだけの人物ではなく、時折思いやりのある表情や言葉も見せる。
実はルーアを裏で操り暗躍していたジョーカーの正体。かつてはダイアナのことを崇拝の域にまで心から尊敬しており、レディ・ジュエルに選ばれるはずだった彼女に仕えることを誓っていた。ところが、ダイアナは恋人のアルトを選んで去っていき、代わりに自分と次席の座を競い合っていた同格のクレアがレディ・ジュエルに就いたことでレクターの思惑はあっけなく崩れてしまい、ダイアナには裏切られてしまったと思うようになる。また、クレアのことはその実力こそ認めていたものの、彼女が自身のドレスを切り裂いた犯人を追及せず許そうとしていた姿勢に反感を抱いており、さらにダイアナに託される形で彼女がトップ・オブ・レディに就任した結果、反感は憎しみや殺意へと変節してしまうことになり、クレアを抹殺して自らがジュエルランドの支配者になる野心を抱くようになった。なお、この時に自身のメンターであったラリマーに力を貸すよう要求するも、自身を想って拒否された結果、決別してしまい、それによってラリマーは宝石に戻ってしまうことになった。
なお、第42話の回想シーンでは、少女時代はプチ・レディの1人であり、この時からブートとは旧友で、ダイアナやクレア（レディ・ジュエル）と常に課題のベスト3を占める親友であった。課題において1位になることはできずにいたが、魔法に関してはジュエルペットの力を借りずに発動させられるほどのずば抜けた才能の持ち主で、魔術書の解読を研究した末に、いくつかの危険な魔法を成功させていた。しかし、一部のレディや指導教官たちからは羨まれる一方で、その力を恐れられていたらしく、課題において魔法を使った際は当時の指導教官から厳しく否定されてしまうなど、他の追随を許さないまでの魔法の才能を恐れられるあまり、プチ・レディの中では不当な扱いを受けてしまっていたようである。このことは友人のブートやメンターであったラリマーからも「優秀過ぎた」と評されている。
ダイアナがアルトと駆け落ち同然でジュエルパレスから去った後、そのことに深く傷ついていたルーナに取り入っているが、少しでも自身が黒幕であることを知られるリスクを回避するためか、直接的に手を下そうとはせず、あくまでもルーアが自らの意思で実行するよう唆すことに徹している。魔術書で解読した命を吹き込む魔法をルーアに教えてリリアンを創造させており、そのためにレクターは実質的にリリアンの母親とも言える存在である。その後も「リリアンをトップに就かせる」という名目で、禁忌の魔法の行使に歯止めを利かせなくなったルーアに混沌の扉を解放させて次々とビーストを復活させ、ジュエルランドを危機的状況に追い込んでいる。ルーアが自信に反抗するようになってからは、自ら直接手を下すのも厭わない形でビーストを復活させ、レディジュエルにファイナルワンドを発動させて自らの命を犠牲にするよう仕向けるのだが、ジュエルランドの危機を察して帰還していたダイアナが、自らの命を犠牲にする形でファイナルワンドを発動させた結果、計画は予想外な形で頓挫。さらに自らの魔力を行使してビーストを復活させたことが仇となり、自身の魔力痕跡を辿ったミウラによって、自身がジョーカーであることがバレてしまう。
最後はビーストの反乱により自らも憑依されるも、それを振り切ったレクターは、自らの手で生み出したビーストを消滅させるために自らの命を絶ち、その身体も消滅した。その後、ももなのファイナルワンドにより復活することもできたが、あえてそれを拒否したレクターは、代わりとしてリリアンに命を捧げ、蘇ったラリマーに感謝と共に別れを告げて昇天した。
レディ・ブート
声 - 沢城みゆき
別名「レディ・コンダクター」。
軍人的な指導教官。黒髪長髪で、左目の下に二重線のマークがある。課題ではプチ・レディたちに「イエス、マム」と呼ばれる。本来の仕事は混沌の扉の番人。
みずきが幼少のころに別荘近くの森で迷子になっていたところを救った「仮面をつけた白馬のレディ」だが、それを長らくみずきに打ち明けず、自分が「仮面のレディ」だとは気付かれていなかった。
少女時代はプチ・レディの1人であり、レクターとはこの時からの旧友、ダイアナやクレア（レディ・ジュエル）と常に課題のベスト3を占める親友であった。それ故に、逆に優秀過ぎたが故にレクターがジュエルパレス側から不当な扱いを受けるようになってしまったという真実を理解しており、追い詰められた彼女がジョーカーになってしまったことに気付けなかったことを誰よりも後悔する。

### その他
プリンス・アルト
声 - 木島隆一
ももなの従兄（いとこ）で、憧れの人。名前は第33話より判明。一人称は「ボク」。ももなとは仲良しで、彼女から「お兄ちゃん」と呼ばれていた。レディ・ダイアナの夫。
ももなのパパ
声 - 上田燿司
短髪でメガネをかけている。可愛いレディになったももなに会える日を楽しみにしているとももなを送り出した。
ももなのママ
声 - 茅野愛衣
茶髪長髪を一つに結っている。ももながレディ候補生になったことに驚いたが、素敵な夢を見つけられたようで嬉しいとももなを送り出した。
カイエンの母
カイエンの母親で、少年時代の回想シーンのみ登場。
えりす
声 - 中村繪里子
かろんの姉。肩まで伸びた茶髪で左右にリボンを結んでいる。かろんとは対照的に明るく社交的な性格らしく、「人前に出ないと自分のようなレディになれないぞ」とかろんにパーティに出ないか誘いに来た。かろんの部屋にあった古い絵本を見つけた際にした思い出話で、かろんが昔は物語に出てくる素敵なヒロインになりたかったことを思い出させるきっかけを作った。
キングクラウン
声 - 福山潤
第43話より登場したレディ・ジュエルを公私共に支える夫。普段は表舞台に出ることはないが、有事の際にはレディ・ジュエルと共に指揮をとる。
イオタ
声 - 不明
ミウラに仕えるジュエルパッドの中の従者で、主人ミウラの相棒でもある。ミウラと共にジュエルランドやリリアンの情報を探索している。
ジョーカー
声 - 不明
「黒幕X（エックス）」または「レディX（エックス）」とも呼ばれる。
ジュエルパッドでルーアと密かに連絡を取り合っている謎の存在で、ルーアの悪行を思い通りに悪用している本作の黒幕。第42話では、フード付きマントの姿でルーアの前に現れていた。第46話・第47話で正体が明かされる。
ビースト
声 - 不明
混沌の扉に封じられているジュエルランドの怪物。水色のたてがみに赤い瞳をしたライオンの姿をしている。もともとは人間の負の感情で生まれた存在で、その感情に沈んでいる人間の心を惑わし支配することができる。負の感情をつくることから人間の「幸せ」を憎んでおり扉が封印が解けた時、その全てを消し去ろうとジュエルランドの滅亡を企んでいた。しかしビーストのことを受け入れたももなに諭され混沌の扉に再び封印された。
カレー王子
声 - 斉藤壮馬
第27話に登場。ターバンにアラビア風の服装をした青年。ルーアにより魔法の鍵（キー）で、ミウラの作った唯の激辛カレーから誕生させられた。ジョーカーにより怪物化しレディたちを無差別に襲った上ジュエルパレスの全ての水道脈をカレー流と化した。最終的には、リリアンとミウラの調理により元のカレーに戻っていった。プリンス・ロメオ、ソアラ、レビンら3人にトラウマを植え付けカレー恐怖症（カリーフォビア）にした存在。
館長
声 - 上田燿司
第31話に登場。ももなとミウラがキノコ狩りの途中に訪れたオルゴール博物館（ミュージアム）の館長。そこには、リリアンが旧館で発見したオルゴールと同じ物が置いてあり、「永遠の誓い」として記念に置かれた若き頃のダイアナとアルト（ももなの従兄）の写真が飾られていた。

## アイテム
マジカルレターペン
レディ候補生の証。手紙にペンを当てることでメッセージを読んだり、パラソルに形を変えることができる。
マジカルレターペンは候補生の修業が終わると次の候補生に受け継がれる形になっており、ももなの持っているレターペンの前の持ち主はレディ・ダイアナ。持っている人間によって色が違う。色はどれも薄めの色で、ももな＝ピンク、みずき＝緑、かろん＝青、リリアン＝紫。
ジュエルポッドプレミアム ハート
第5世代のジュエルポッド。
前レディ候補生から、次のレディ候補生に向けられたメッセージを読み込んだり、ドレスや課題に必要な服装に変身したり、ジュエルステージなどに移動する際など様々な用途で使われる。メールや電話といった機能以外にも曲を聞いたりと多数の機能がある。マジカルレターペンと同じく持ち主によって色が異なる。色はレターペンと同じ。
レディ候補生とメンターはジュエルポッドの機能である「ジュエルメッセンジャー」を使えば、例え圏外の場所であろうとダイレクトでつながる。ただし、ジュエルポッドが破損している場合はエラーとなって連絡がとれない。
ジュエルパッド
タブレット型のアイテム。人物のデータなど様々な情報が掲載されているほか、解像度が低い写真を綺麗にすることもできる。正式なレディ候補生の証としてメンターであるペットがレディパレス開校時にレディ・レクターから授かることになっているが、ももなを適当に選んだルビーはもらっていなかった。
ファイナルワンド
どんな願いでも叶えることができる禁断のアイテム。木で作られた柄に紫色の玉が埋められている。本来はパレス内で厳重に保管されているがジョーカー（レディ・レクター）によって盗み出された。使用した者は使った代償に何かを失う。
ジュエルアロー
ビーストを浄化できる弓矢状のアイテム。プリンスがジュエルパッドに集まったジュエルパワーを弓矢に変換し、それをプチ・レディーに射てビーストを浄化する。ジュエルアローを発動するには、プチ・レディーと相性の良いプリンスとジュエルペットたちの合意が必要。また、意志が弱いと放つことができない。

## スタッフ
- 原作 - サンリオ・セガトイズ
- 監督 - 川崎逸朗
- シリーズ構成 - 高橋ナツコ
- キャラクター原案 - ワダアルコ
- キャラクターデザイン - 八尋裕子、中西彩、宮川知子
- 美術監督 - 西倉力
- 色彩設計 - 津守裕子
- 撮影監督 - 鎌田克明
- CGディレクター - 佐藤淳也
- 編集 - 平木大輔
- 音響監督 - 岩浪美和
- 音楽 - 市川淳
- 音楽ディレクター - 吉村洋平
- 音楽制作 - エイベックス・エンタテインメント、SONIC GROOVE、ミラクル・バス
- アニメーションプロデューサー - 川﨑とも子、茂垣弘道
- プロデューサー - 吉野文、大野亮介、可知秀幸
- アニメーション制作 - ゼクシズ、スタジオコメット
- 製作 - テレビ東京、テレビ東京メディアネット、ウィーヴ

## 主題歌
前作『ハッピネス』と同様に、CDはSONIC GROOVEより発売。また、エンディングテーマは、『ハッピネス』の第4クールのオープニングが使用された。
オープニング「Your Love」
作詞 - Satomi / 作曲・編曲 - Todd Wright、Ethan Mentzer、Dana Alexandra / 歌 - Mスリー（SONIC GROOVE）
エンディング「Run With U」
作詞 - Satomi / 作曲 - LASSE HANSEN / 編曲 - KAZ / 歌 - フェアリーズ（SONIC GROOVE）

## 各話リスト
本作ではサブタイトル画面やサブタイトルコールがなく、サブタイトルは本編冒頭に表示されるのみ。
第14話からは、ペット（各話違う）による占いコーナーが次回予告前に設けられている。初めにももなが、「今日は良いことあるかな〜?」と言っている。
| 話数   | サブタイトル                           | シナリオ     | 絵コンテ       | 演出       | 作画監督                          | 総作画監督               | 放送日        |
| ------ | -------------------------------------- | ------------ | -------------- | ---------- | --------------------------------- | ------------------------ | ------------- |
| 第1話  | レディのたしなみレディ・ゴー!          | 高橋ナツコ   | 川崎逸朗       | 山本天志   | 中野彰子 矢澤泰史 南伸一郎        | 谷津美弥子               | 2014年 4月5日 |
| 第2話  | レディたるものステキにお食事!          | 金杉弘子     | 川崎逸朗       | 宇根信也   | 飯田清貴 加藤荘                   | 中野彰子 宮川知子        | 4月12日       |
| 第3話  | 舞台の上で輝けレディ!                  | 高橋ナツコ   | 山本天志       | 関田修     | 福山貴人 九鬼朱                   | 中野彰子 宮川知子        | 4月19日       |
| 第4話  | お姫様だっこはレディのたしなみ         | 横谷昌宏     | 関野関十       | 関野関十   | 一川孝久 福地和浩                 | 谷津美弥子 宮川知子      | 4月26日       |
| 第5話  | レディたるものロマンティックな一夜を   | 金杉弘子     | 大原実         | 村上貴之   | 中谷友紀子                        | 中野彰子 宮川知子        | 5月3日        |
| 第6話  | レディたるもの星を手に入れよ!          | 金杉弘子     | 稲垣隆行       | 萩原露光   | 鶴田愛 鈴木光                     | 谷津美弥子 宮川知子      | 5月10日       |
| 第7話  | ステキなメールはレディのたしなみ       | 山口宏       | 大原実         | 山本天志   | 南伸一郎 福山貴人                 | 中野彰子 宮川知子        | 5月17日       |
| 第8話  | レディのハートを射抜け!                | ハラダサヤカ | 石踊宏         | 石踊宏     | 加藤壮                            | 谷津美弥子 宮川知子      | 5月24日       |
| 第9話  | ステキなレディ・アナウンサー           | 千葉克彦     | 山本天志       | 浅見松雄   | 九鬼朱 福山貴人                   | 八尋裕子 中西彩 宮川知子 | 5月31日       |
| 第10話 | パラソルはレディのたしなみ             | 高橋ナツコ   | 川崎逸朗       | 宇根信也   | 一川孝久 むらせまいこ             | 谷津美弥子 宮川知子      | 6月7日        |
| 第11話 | レディポリスはドキドキがいっぱい       | 横谷昌宏     | 藤本義孝       | 村上貴之   | 中谷友紀子                        | 中野彰子 宮川知子        | 6月14日       |
| 第12話 | 赤ちゃんに好かれるのはレディのたしなみ | 武上純希     | 関野関十       | 関野関十   | 鈴木光 鶴田愛                     | 谷津美弥子 宮川知子      | 6月21日       |
| 第13話 | アフターヌーンティはレディのたしなみ   | 金杉弘子     | 山本天志       | 山本天志   | 伊部由起子                        | 中川彰子 宮川知子        | 6月28日       |
| 第14話 | レディは自撮りも華麗に                 | 千葉克彦     | 石踊宏         | 石踊宏     | 加藤壮                            | 谷津美弥子 宮川知子      | 7月5日        |
| 第15話 | 笑顔でさよなら                         | ハラダサヤカ | 川崎逸朗       | 浅見松雄   | 九鬼朱 福山貴人                   | 中野彰子 宮川知子        | 7月12日       |
| 第16話 | 読書はレディのたしなみ                 | 山口宏       | 森脇真琴       | 宇根信也   | 一川孝久 むらせまいこ             | 谷津美弥子 宮川知子      | 7月19日       |
| 第17話 | 人助けはレディのたしなみ               | 高橋ナツコ   | 藤本義孝       | 浅見松雄   | 山村俊了 佐藤哲也                 | 中野彰子 宮川知子        | 7月26日       |
| 第18話 | レディファーストはプリンスのたしなみ   | 横谷昌宏     | 稲垣隆行       | 萩原露光   | 鶴田愛 鈴木光                     | 谷津美弥子 宮川知子      | 8月2日        |
| 第19話 | お化け屋敷もレディのたしなみ           | 武上純希     | 山本天志       | 佐土原武之 | 南伸一郎 中野彰子                 | 中野彰子 宮川知子        | 8月9日        |
| 第20話 | アルバム作りはレディのたしなみ         | 千葉克彦     | 石踊宏         | 石踊宏     | 加藤壮                            | 谷津美弥子 宮川知子      | 8月16日       |
| 第21話 | レディたるものフェスティバルの花に     | 金杉弘子     | 大原実         | 浅見松雄   | 九鬼朱 山村俊了                   | 中野彰子 宮川知子        | 8月23日       |
| 第22話 | レディは一期一会でおもてなし           | 高橋ナツコ   | 川崎逸朗       | 宇根信也   | 高橋敦子 むらせまいこ             | 谷津美弥子 宮川知子      | 8月30日       |
| 第23話 | ヒミツを守るのはレディのたしなみ       | 高橋ナツコ   | 藤本義孝       | 山内東生雄 | 桜井木の実 福山貴人 藤田正幸      | 中野彰子 宮川知子        | 9月6日        |
| 第24話 | コロコロはレディのたしなみ             | 山口宏       | 阿部雅司       | 阿部雅司   | 鈴木光                            | 谷津美弥子 宮川知子      | 9月13日       |
| 第25話 | スマイルランチはレディのたしなみ       | 荒川稔久     | 大原実         | 浅見松雄   | 南伸一郎 中野彰子                 | 中野彰子 宮川知子        | 9月20日       |
| 第26話 | NOと言えるレディ                       | ハラダサヤカ | 川崎逸朗       | 徐恵眞     | 加藤壮                            | 中野圭哉 宮川知子        | 9月27日       |
| 第27話 | カレーのプリンスさまっ!                | 横谷昌宏     | こでらかつゆき | 関田修     | 九鬼朱 山村俊了 木下由美子        | 中野彰子 宮川知子        | 10月4日       |
| 第28話 | レディのサンバカーニバル               | 金杉弘子     | 稲垣隆行       | 宇根信也   | 鶴田愛 本田辰雄                   | 中野圭哉 宮川知子        | 10月11日      |
| 第29話 | お散歩はレディのたしなみ               | 武上純希     | 大原実         | 浅見松雄   | 佐野陽子 福山貴人 佐藤哲也 林隆洋 | 中野彰子 宮川知子        | 10月18日      |
| 第30話 | レディのハロウィンパーティー           | 高橋ナツコ   | 石踊宏         | 石踊宏     | 鈴木光 むらせまいこ               | 中野圭哉 宮川知子        | 10月25日      |
| 第31話 | プリンスのキノコ鍋                     | 千葉克彦     | 村上貴之       | 村上貴之   | 五十内裕輔 渡辺奈月 藤崎真吾      | 谷津美弥子 宮川知子      | 11月1日       |
| 第32話 | レディたるものジュエルパワーを味方に   | 金杉弘子     | 名村英敏       | 徐恵眞     | 加藤壮                            | 中野圭哉 宮川知子        | 11月8日       |
| 第33話 | 大人のデートはドキドキ                 | 横谷昌宏     | 山本天志       | 山本天志   | 黒川あゆみ 洪範錫                 | 谷津美弥子 宮川知子      | 11月15日      |
| 第34話 | 流行りのドレスを着こなすレディ         | ハラダサヤカ | 福田道生       | 宇根信也   | 鶴田愛 本田辰雄                   | 中野圭哉 宮川知子        | 11月22日      |
| 第35話 | クリスマスの準備はレディのたしなみ     | 高橋ナツコ   | 川崎逸朗       | 関田修     | 南伸一郎 中野彰子                 | 中野彰子 宮川知子        | 11月29日      |
| 第36話 | ロイヤルパレスへ!                      | 高橋ナツコ   | 川崎逸朗       | 石踊宏     | 鈴木光                            | 中野圭哉 宮川知子        | 12月6日       |
| 第37話 | レディの宝探し                         | 金杉弘子     | 大原実         | 浅見松雄   | 九鬼朱 佐藤哲也 福山貴人 山村俊了 | 中野彰子 宮川知子        | 12月13日      |
| 第38話 | レディたちのクリスマス                 | ハラダサヤカ | 石踊宏         | 荻原露光   | 加藤壮                            | 中野圭哉 宮川知子        | 12月20日      |
| 第39話 | ハッピーニューイヤーはレディのたしなみ | 山口宏       | 藤本義孝       | 藤本義孝   | 五十内裕輔 村上貴之               | 谷津美弥子 宮川知子      | 12月27日      |
| 第40話 | 新年を占うのもレディのたしなみ         | 武上純希     | 名村英敏       | 宇根信也   | むらせまいこ 鶴田愛               | 中野圭哉 宮川知子        | 2015年 1月4日 |
| 第41話 | レディたるもの絆を大切に…              | 高橋ナツコ   | 川崎逸朗       | 山本天志   | 黒川あゆみ 下地彩加 金城美保      | 谷津美弥子 宮川知子      | 1月10日       |
| 第42話 | レディの過去                           | ハラダサヤカ | 川崎逸朗       | 阿部雅司   | 小田嶋瞳                          | 中野圭哉 宮川知子        | 1月17日       |
| 第43話 | 消えるレディ                           | 高橋ナツコ   | 川崎逸朗       | 関田修     | 南伸一郎 中野彰子                 | 中野彰子 宮川知子        | 1月24日       |
| 第44話 | レディはジュエルアローを射る           | 千葉克彦     | 石踊宏         | 石踊宏     | 加藤壮                            | 中野圭哉 宮川知子        | 1月31日       |
| 第45話 | ルーアがあぶない!                      | 金杉弘子     | 大原実         | 浅見松雄   | 九鬼朱 佐藤哲也 福山貴人          | 中野彰子 宮川知子        | 2月7日        |
| 第46話 | ジョーカーは誰だ?                      | 武上純希     | 名村英敏       | 宇根信也   | 鈴木光                            | 中野圭哉 宮川知子        | 2月14日       |
| 第47話 | レディジョーカー                       | 高橋ナツコ   | 藤本義孝       | 藤本義孝   | 山岡峻 五十内裕輔                 | 谷津美弥子 宮川知子      | 2月21日       |
| 第48話 | 奪われたレディ                         | 千葉克彦     | 阿部雅司       | 阿部雅司   | 小田嶋瞳                          | 中野圭哉 宮川知子        | 2月28日       |
| 第49話 | 運命のジュエルアロー                   | 金杉弘子     | 川崎逸朗       | 山本天志   | 黒川あゆみ                        | 谷津美弥子 宮川知子      | 3月7日        |
| 第50話 | 世界を救うのはレディのたしなみ!        | ハラダサヤカ | 川崎逸朗       | 石踊宏     | 加藤壮                            | 中野圭哉 宮川知子        | 3月14日       |
| 第51話 | 白いうさぎと赤いリボン                 | 高橋ナツコ   | 川崎逸朗       | 関田修     | 南伸一郎 中野彰子                 | 八尋裕子 宮川知子        | 3月21日       |
| 第52話 | トップオブレディへ                     | 高橋ナツコ   | 川崎逸朗       | 川崎逸朗   | 鈴木光                            | 八尋裕子 中西彩 宮川知子 | 3月28日       |

## 放送局

### 日本国内での放送
| 放送地域       | 放送局         | 放送期間                      | 放送日時          | 放送系列       | 遅れ日数      |
| -------------- | -------------- | ----------------------------- | ----------------- | -------------- | ------------- |
| 大阪府         | テレビ大阪     | 2014年4月5日 - 2015年3月28日  | 土曜 7:00 - 7:30  | テレビ東京系列 | 2時間30分先行 |
| 関東広域圏     | テレビ東京     | 2014年4月5日 - 2015年3月28日  | 土曜 9:30 - 10:00 | テレビ東京系列 | 製作局        |
| 北海道         | テレビ北海道   | 2014年4月6日 - 2015年3月29日  | 日曜 7:00 - 7:30  | テレビ東京系列 | [ 9 ]         |
| 愛知県         | テレビ愛知     | 2014年4月6日 - 2015年3月29日  | 日曜 7:00 - 7:30  | テレビ東京系列 | [ 9 ]         |
| 岡山県・香川県 | テレビせとうち | 2014年4月6日 - 2015年3月29日  | 日曜 7:00 - 7:30  | テレビ東京系列 | [ 9 ]         |
| 福岡県         | TVQ九州放送    | 2014年4月6日 - 2015年3月29日  | 日曜 7:00 - 7:30  | テレビ東京系列 | [ 9 ]         |
| 滋賀県         | びわ湖放送     | 2014年5月18日 - 2015年5月17日 | 日曜 5:55 - 6:25  | 独立局         |               |
| 和歌山県       | テレビ和歌山   | 2014年7月16日 - 2015年7月8日  | 水曜 7:30 - 8:00  | 独立局         |               |

### 日本国外での放送
時間帯は全て現地時間。
韓国
- Daekyo Kids TV（2015年10月28日から放送）[10]

スペイン
Boing（2016年7月から放送）
メキシコ
Canal de las Estrellas（2016年7月から放送）
ポルトガル
Canal Panda（2016年7月から放送）
香港
2016年9月27日から2017年3月22日無綫電視翡翠台にて、『寶石寵物VI』のタイトルで毎週火曜、水曜の17時20分-17時50分に放送。広東語 & 日本語二ヶ国語放送、繁体字字幕あり。

## DVD-BOX
発売元：ウィーヴ、販売元：フロンティアワークスから全話収録のレディ ジュエルペット〜DVDはレディのたしなみBOX〜が2015年7月7日に発売された。
- キャラクター原案のワダアルコとキャラクターデザインの八尋裕子による描き下ろしBOX仕様。
- ブックレットは40頁で、ワダアルコによるデザイン原案ラフギャラリー、文化服装学院のコラボドレス受賞作アーカイブ、川崎監督とキャラクターデザイン八尋の取材スタッフインタビュー、制作スタッフによる寄せ書きコーナーが収録
- 本編7枚（1枚8話収録）入りDVDケース、2枚（1枚30曲、全60曲収録）入りサントラCDケース。
- ワダアルコ描き下ろしジュエルペットと魔法のエプロンの台紙付ももなプロモーションカード
  - 放映時と異なるフォーマットで収録しているため、特定話数を除きオープニング、エンディングはカットされて収録されている。これはBOXを極力コンパクトかつ価格帯を抑える理由もあり、1ディスクあたりの収録話数を増すため（8話入）。また、続けて観られる（盤の交換回数を少なくする）ようにするためでもある。ただし、第1話はオープニング、第49 - 52話はオープニング・エンディングともそのまま収録。各話のクレジットは、メニュー画面から＜○〜○○話クレジット＞ボタンでスタッフロール映像を見ることが可能（Disc 7は無し）。次作『ジュエルペット マジカルチェンジ』DVD-BOXでも同様の形式がとられている。

## ミュージカル版
レディ ジュエルペット 魔法のミュージカル 〜誕生!リトルレディジュエル〜のタイトルで前作『ジュエルペット きら☆デコッ! ミュージカル 〜めざせ!NO.1アイドル〜』に引き続き、2014年7月12日から2016年5月29日までサンリオピューロランドのディスカバリーシアターにて上演された。
TVシリーズからはルビー、ルーア、ガーネット、サフィー、ももな、リリアンが登場し、ももなとリリアンはサンリオピューロランドのエンターテイナーが演じ、ジュエルペットたちやスクリーン上でのももなやリリアンの台詞をアニメ版の声優が吹き込む形で登場する。内容はTVシリーズの世界からスクリーンを飛び出しサンリオピューロランドへと迷い込むという番外編となっている。
前作同様、アニメ本編の放送終了後も上演は継続された（次作アニメ『ジュエルペット マジカルチェンジ』を以てテレビアニメシリーズが終了してからも継続）。2015年6月12日からは内容が一部変更されている。

### ストーリー
レディ・ジュエルを目指して修行していたももなとリリアン、そのメンターのルビーとルーアはひょんなことからサンリオピューロランドのステージに迷い込んでしまった。彼女たちはジュエルランドに戻れるのか…?

### キャスト
ルビー、ルーア、ガーネット、サフィー、ももな、リリアンの声はアニメ版に同じ。
- ももな　演 - 小森谷美香、谷さくら、当山愛美、廣瀬愛
- リリアン 演 - 梶菜津紀、水越彩、中田有紀、山内美佐紀

※いずれもサンリオピューロランドのエンターテイナーである。

### スタッフ
- 脚本・作詞・演出 - 細川徹
- 音楽 - 中西ゆういちろう
- 振付 - 夏空李光
- 映像 - 大見康裕
- 美術 - ささきふみたか
- ヘアメイク - 小熊清美 （山田かつら）
- カメラマン - 的場光生
- インタラクティブ＆技術 - ソリッドレイ研究所
- 映像制作 - ウィーヴ
- 協力 - ジュエルペット製作委員会